# Municipio de Conemaugh (condado de Indiana)
El municipio de Conemaugh (en inglés: Conemaugh Township) es un municipio ubicado en el condado de Indiana en el estado estadounidense de Pensilvania. En el año 2000 tenía una población de 2.437 habitantes y una densidad poblacional de 27.8 personas por km².

## Geografía
El municipio de Conemaugh se encuentra ubicado en las coordenadas 40°29′00″N 79°20′00″O / 40.48333, -79.33333.

## Demografía
Según la Oficina del Censo en 2000 los ingresos medios por hogar en la localidad eran de $31,184 y los ingresos medios por familia eran de $35,386. Los hombres tenían unos ingresos medios de $29,839 frente a los $20,425 para las mujeres. La renta per cápita de la localidad era de $14,378. Alrededor del 13% de la población estaba por debajo del umbral de pobreza.